# Pješčana Uvala
Pješčana Uvala (olaszul: Valsabbion) falu Horvátországban, Isztria megyében. Közigazgatásilag Medulinhoz tartozik.

## Fekvése
Az Isztriai-félsziget déli csücskén, Póla központjától 4 km-re délre, községközpontjától 7 km-re északnyugatra a hosszúkás Veruda-öböl kijárata közelében levő az azonos nevű szelíd, a szelektől jól védett kis öbölben fekszik. Lankás délnyugati lejtőit reggeltől estig melegen süti a nap.

## Története
A régészeti leletek alapján közismert, hogy a falu környéke már a történelem előtti időben is lakott volt. A Veruda-öböl feletti Vintijan területén az Isztria egyik legnagyobb erődítménye állt, melynek átmérője meghaladta a száz métert. Építőjéről a régészeti kutatások alapján egyelőre nem rendelkezünk információval, azonban a vaskorban már bizonyosan a félsziget névadója a hisztri nép birtokolta. A Veruda-öböl körül a Verudela-foknál újkőkori település, míg a Veruda-szigeten bronzkori falu volt. A domb oldalában több ókori kőbánya volt, melyek közül a legjelentősebb Vinkuran, római nevén Cavae Romane, melynek anyagából építették a pólai amfiteátrumot és számos szobor is készült belőle. A Veruda-szigeten a középkorban gótikus templom épült, mely bizonyosan régebbi, mint a közelében 1624-ben épített ferences Szűz Mária kolostor, melynek maradványai ma is látszanak. A kolostort a francia megszállás idején 1806-ban zárták be és a ferencesek Pólán új kolostort építettek helyette. A velenceiek erődöt építettek ide, amely az öböl bejáratát védte. Az erőd a 19. században az osztrák-magyar védelmi rendszer része volt. Maga Pješčana Uvala csak a 20. században keletkezett. Eredetileg a pólaiak csendes kis nyaralóhelye volt. Neve homokos öblöt jelent és nevéhez méltóan mára kedvelt turistaparadicsommá vált számos turisztikai és vendéglátó létesítménnyel. A Veruda-öböl kis hajók fogadására is alkalmas kikötője az egyik legjobban felszerelt vitorláskikötő az Adrián 18 nagyobb és 250 kisebb mólóval, 650 kikötőhellyel. A magánszállásokon kívül néhány kisebb szálloda, bár, étterem, bolt és cukrászda található itt. A falunak 2011-ben 555 lakosa  volt.

## Lakosság
| Lakosság változása | Lakosság változása | Lakosság változása | Lakosság változása | Lakosság változása | Lakosság változása | Lakosság változása | Lakosság változása | Lakosság változása | Lakosság változása | Lakosság változása | Lakosság változása | Lakosság változása | Lakosság változása | Lakosság változása | Lakosság változása |
| ------------------ | ------------------ | ------------------ | ------------------ | ------------------ | ------------------ | ------------------ | ------------------ | ------------------ | ------------------ | ------------------ | ------------------ | ------------------ | ------------------ | ------------------ | ------------------ |
| 1857               | 1869               | 1880               | 1890               | 1900               | 1910               | 1921               | 1931               | 1948               | 1953               | 1961               | 1971               | 1981               | 1991               | 2001               | 2011               |
| 0                  | 0                  | 0                  | 0                  | 0                  | 0                  | 0                  | 0                  | 0                  | 0                  | 0                  | 0                  | 0                  | 0                  | 576                | 555                |

## Nevezetességei
- Szent Miklós az utazók védőszentje tiszteletére szentelt templom jellegzetes fehér hajó alakú formájáról nevezetes új épület.
- A Veruda-szigeten a 17. századi Szűz Mária kolostor és templomának, valamint temetőjének maradványai.
- "Fešta od raki" – a rákból készített ételek gasztronómiai fesztiválja (május 23.)
- "Noć Pješčane Uvale" – Pješčana Uvalai esték, hagyományos helyi fesztivál (június 8.)
- "Igre Šanpjero" – ügyességi és gyorsasági játékok (július 26.)